# Ектор Берлиоз
Ектор Берлиоз (фр. Hector Berlioz; Кот Сент Андре, 11. децембар 1803 — Париз, 8. март 1869) је био француски композитор.

## Биографија
Рођен је у провинцијској породици лекара (отац Анри Берлиоз је био сеоски лекар). По очевој жељи, најпре је студирао медицину. Студије медицине убрзо напушта и од 1825. године студира композицију на Париском конзерваторијуму. Септембра 1827. упознаје енглеску глумицу Харијет Смитсон, која му постаје инспирација за прво и највеће ремек-дело, Фантастичну симфонију, а 1832. и супруга. Афирмисао се више изван домовине као диригент властитих дела, а у Паризу се прочуо као писац оштрих критика и духовитих фељтона. Покушао је изразити драматску радњу искључиво инструменталним средствима те је на тај начин створио прва модерна оркестарска дела, жанра програмске музике (према којој музика није само комплексан склоп ритмова и звукова, већ она тим звуковима прича и приповеда). То је заправо један оригиналан жанр, назван програмска симфонија, у чијем ће домену убрзо затим и Франц Лист створити једноставачну инструменталну симфонијску поему. Само, Берлиозова програмска симфонија у себе укључује моћан извођачки апарат (оркестар, солисти и хор), а форма се растаче у корист музичке и поетске слободе, док се опсег дела проширује до монументалних димензија. Због тога његова дела нису наилазила на разумевање његових савременика, посебно у Паризу, а и дуго времена после њега, тешко су се пробијала на светској оперској и концертној сцени. За живота је значајније разумевање за своје стваралаштво остварио само у Немачким земљама и Санкт Петербургу, где је био топло поздрављен и пред крај живота, награђен. 
Најзначајније дело му је „Фантастична симфонија“ у којој приказује средишњи лик увек истом темом (такозвана фиксна идеја), која из става у став доживљава разне преображаје од чезнутљиве, сањалачке мелодије у првом, до изобличене карикатуре у последњем ставу. Написао је темељне приручнике модерне инструментације и дириговања. Најзначајнија су му дела у том домену Наука о инструментацији и Мемоари. После просечног успеха који је 1862. године остварила премијера његове колосалне четворосатне опере Тројанци, Берлиоз се резигнирао, разочарао и више ништа ново није написао до смрти 1869. Све је свео на повремене диригентске наступе, читање, медитирање, а 1865. године, објављује и мемоаре.
Био је и први велики мајстор модерног симфонијског оркестра, као диригент га вешто уједињујући у комплексну целину, али и делећи на поједине секције унутар целине, остварујући тако веома сложене, вишеслојне палете звучних боја. Будућим генерацијама композитора (али и диригената) оставио је у аманет, да у сваком погледу буду верни, аутентични тумачи својих и туђих музичких дела, саветујући им: Учите се да увек сами диригујете своја дела. Најопаснији тумач ваших дела, управо је сам диригент. Све у свему, Берлиоз је био и остао пророчки геније, који је ишао цео један век испред свог времена.

## Дела
Eктор Берлиоз, компоновао је на подручју оркестарске, симфонијске музике, на подручју ораторијумске - духовне и вокалне музике и на пољу опере. Бавио се и списатељским радом, написао је дела Наука о инструментацији и Мемоаре, поред низа новинских чланака, музичких критика и фељтона.

## Оркестарска и симфонијска дела
- Фантастична симфонија (1830)
- Лелио, програмска симфонија (1831)
- „Харолд у Италији“ (1834)
- Римски карневал, увертира (1842)
- Гусар, увертира према Бајроновој поеми, опус 21 (1855)

## Вокалноинструментална дела
- Клеопатра, кантата за сопран и оркестар (1828)
- „Реквијем, велика миса за мртве“ (1837)
- „Ромео и Јулија“ (1839)
- Посмртна и победоносна симфонија (1840)
- „Фаустово проклетство“ (1846)
- „Te Deum“ (1849)
- „Христово детињство“, ораторијум у три дела (1854)

## Опере
- „Бенвенуто Челини“, опера у два чина (1842)
- Беатриса и Бенедикт, опера (1856)
- „Тројанци“, опера у два дела и пет чинова (1862)